# Geniates impressifrons
Geniates impressifrons är en skalbaggsart som beskrevs av Lucas 1857. Geniates impressifrons ingår i släktet Geniates och familjen Rutelidae. Inga underarter finns listade i Catalogue of Life.